# Robert Haardt
Robert Haardt (* 3. März 1884 in Wien; † 19. Mai 1962 ebenda) war ein österreichischer Ingenieur und Privatgelehrter.

## Leben und Wirken
Nachdem Haardt an der Wiener Technischen Hochschule Maschinenbau studiert hatte, trat er in die Emailwarenfabrik seines Vaters Adolf Haardt (1847–1907) ein. Zwischen 1913 und 1925 wirkte er als Direktor der „Arihag - Industrie und Handels A.G.“ in Wien, von 1926 bis 1956 war er Vertreter der „Rosenthal-Isolatoren G.m.b.H.“ in Selb (Bayern), nach 1956 Konsulent dieser Firma.
Robert Haardt unternahm weite Reisen. Ein Ergebnis dieser Reisen war seine 1920 in Wien veröffentlichtes Werk: „Zur Technik des Reisens“ eine zweite sein Interesse an Globen. Er machte es sich zur Lebensaufgabe, die Öffentlichkeit für die wissenschaftlich, technisch und kulturgeschichtlich interessanten sowie kunsthandwerklich oft anspruchsvoll gestalteten Globusobjekte zu sensibilisieren. 
Eines der Hauptziele von Robert Haardt ab den 1930er Jahren lag in der Errichtung eines staatlichen Museums, in dem alte Globen einer breiten Öffentlichkeit präsentiert werden könnten. Obwohl er dabei auf namhafte Unterstützung zählen konnte, wurde sein Vorhaben bis zum Ende der 1940er Jahre nicht realisiert. Daraufhin richtete er in seiner Wohnung im 4. Wiener Gemeindebezirk ein privates „Globusmuseum“ ein, in dem neben seiner eigenen Sammlung auch Leihgaben aus öffentlichem Besitz präsentiert sowie Sonderausstellungen veranstaltet wurden.
Robert Haardt hielt Vorträge auf internationalen Kongressen und veröffentlichte Beiträge zur Globenkunde in Fachzeitschriften. Er gab nicht nur der Forschung über alte Globen wichtige Impulse – er wirkte auch unermüdlich für die Verbreitung von Globen in der Bevölkerung und insbesondere für die Verwendung dieser anschaulichen Modelle im Schulunterricht.
Er erlangte darüber hinaus Bedeutung als Erfinder des achslosen, mit Einrichtungen zum direkten Ablesen von Entfernungen und Winkeldifferenzen versehenen, sogenannten „Rollglobus“, der ab 1936 beim „Columbus-Verlag“ in Berlin produziert wurde.
1952 initiierte Robert Haardt in Wien die Gründung des Coronelli-Weltbundes der Globusfreunde (jetzt: Internationale Coronelli-Gesellschaft für Globenkunde) und wirkte bis zu seinem Ableben 1962 in Wien als dessen Präsident. Im Jahr 1956 wurde das Globenmuseum mit den von Haardt mit staatlichen Mitteln erworbenen Objekten sowie jenen, die ihm von öffentlichen Institutionen als Leihgaben übertragen worden waren und den Globen der Österreichischen Nationalbibliothek mit 63 Exponaten eröffnet.

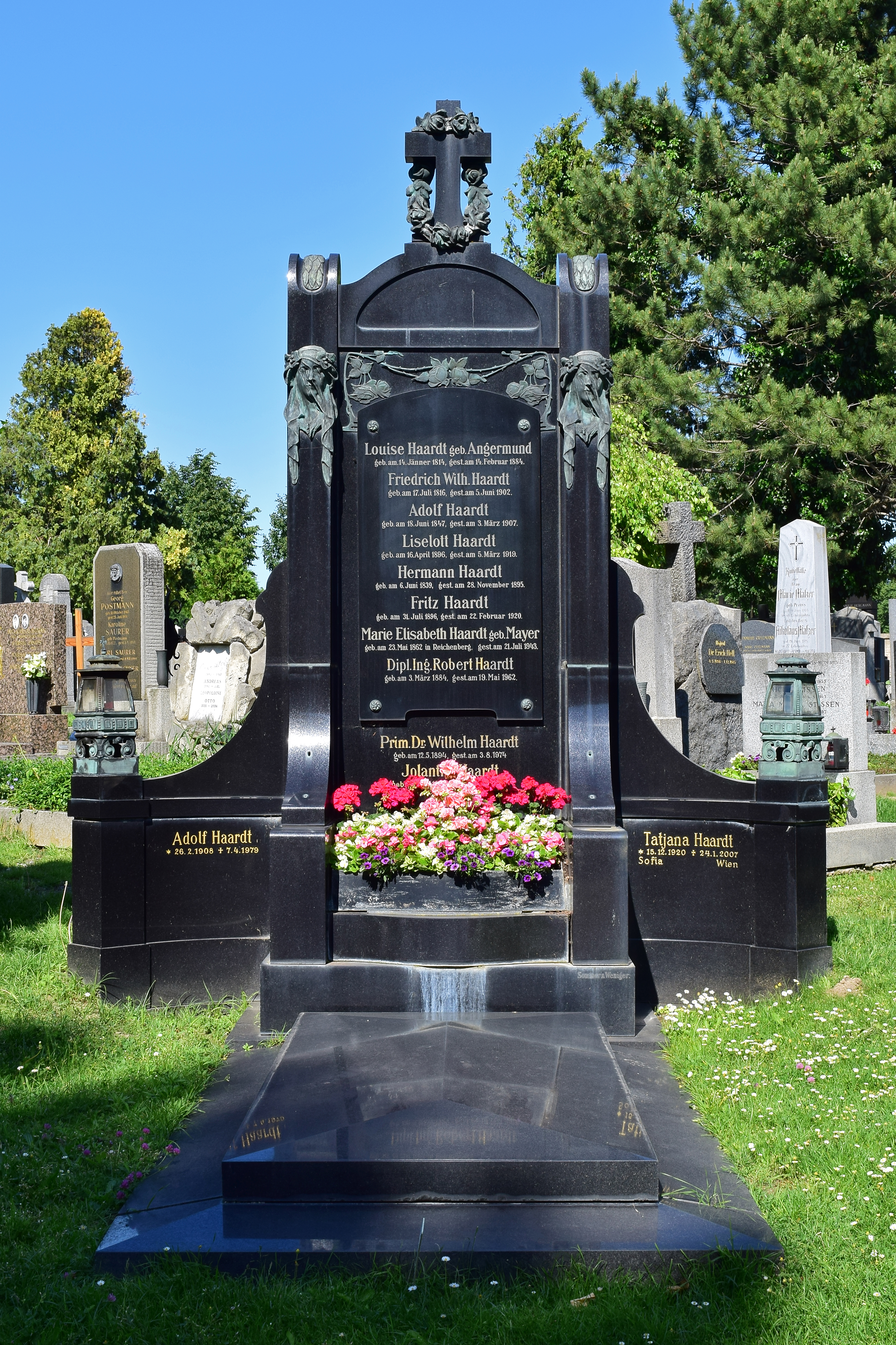
Grab von Robert Haardt am Wiener Zentralfriedhof

Das ehrenhalber gewidmete Grab Robert Haardts befindet sich auf dem Wiener Zentralfriedhof am Evangelischen Friedhof Simmering.